# Ca l'Escabellat
Ca l'Escabellat és una obra del municipi de Moià (Moianès) protegida com a bé cultural d'interès local.

## Descripció
Casa entre mitgera de 3 plantes, coberta a dos vents, amb el carener paral·lel a la façana. La façana té un basament format per dos portals de pedra aberrugada encoixinada, alternant amb obra vista. La resta de la façana és estucada de molt bona qualitat. Sobre els portals, corre un balcó i cornisa de pedra, recolzat sobre quatre mènsules de pedra. La barana de dit balcó és de ferro colat de tradició francesa. Les obertures dels balcons estan perfectament emmarcades, trobant-se coronats per una cornisa. Sobre les esmentades obertures corre una altra cornisa de forma de dent de serra on reposen les balconeres de l'últim pis, amb baranes ben modernistes. És remarcable el capçat de la façana.

## Història
L'edifici fou construït a finals del segle xix, per una família moianesa que es dedicava a la venda de grans. Al darrer terç del segle XX s'hi ha fet reformes importants a l'interior, per tal d'adaptar part de l'edifici als usos docents que se li volia donar.